# 今岡春樹
今岡 春樹（いまおか はるき）は、日本の工学者、通商産業技官。アパレルデザイン専攻。第11代奈良女子大学学長。奈良県大学連合代表。元日本繊維製品消費科学会副会長。

## 人物・経歴
昭和27年 1月3日 島根県生まれ。島根県立出雲高等学校を経て、1979年東京工業大学工学部制御工学科卒業。1981年東京工業大学大学院総合理工学研究科システム科学専攻修士課程修了。国家公務員上級（甲種）試験（情報工学）合格。通商産業省工業技術院繊維高分子材料研究所主任研究官として、アパレルのコンピュータ支援設計の研究に従事し、1989年に東京工業大学工学博士の学位を取得。同年繊維学会櫻田武記念賞受賞。1990年奈良女子大学家政学部助教授。1993年奈良女子大学生活環境学部助教授。1998年ブラッドフォード大学客員研究員（文部科学省在外研究員）。2000年日本繊維製品消費科学会論文賞受賞。2001年奈良女子大学生活環境学部教授。2005年日本繊維製品消費科学会副会長。2011年奈良女子大学生活環境学部長。2012年日本繊維製品消費科学会功績賞受賞。2013年3月奈良女子大学第11代学長に就任。2019年 お茶の水女子大学に続き日本で2例目となるトランスジェンダーの学生受け入れを表明。奈良県大学連合代表兼務。2022年奈良国立大学機構大学総括理事。同年日本家政学会功労賞受賞。2024年3月奈良女子大学学長退任